# نینا پولان
نینا پولان (لهستانی: Nina Polan؛ ۳۰ نوامبر ۱۹۲۷ – ۱۶ فوریهٔ ۲۰۱۴) بازیگر، خواننده و کارگردان فیلم اهل لهستان بود. وی بین سال‌های ۱۹۵۴ تا ۲۰۱۴ میلادی فعالیت می‌کرد.
از آثار سینمایی او می‌توان به قدم زدن میان قبرها، ولفنشتاین: نظام نوین، تب و انتخاب سوفی اشاره کرد.